# Fanfilm

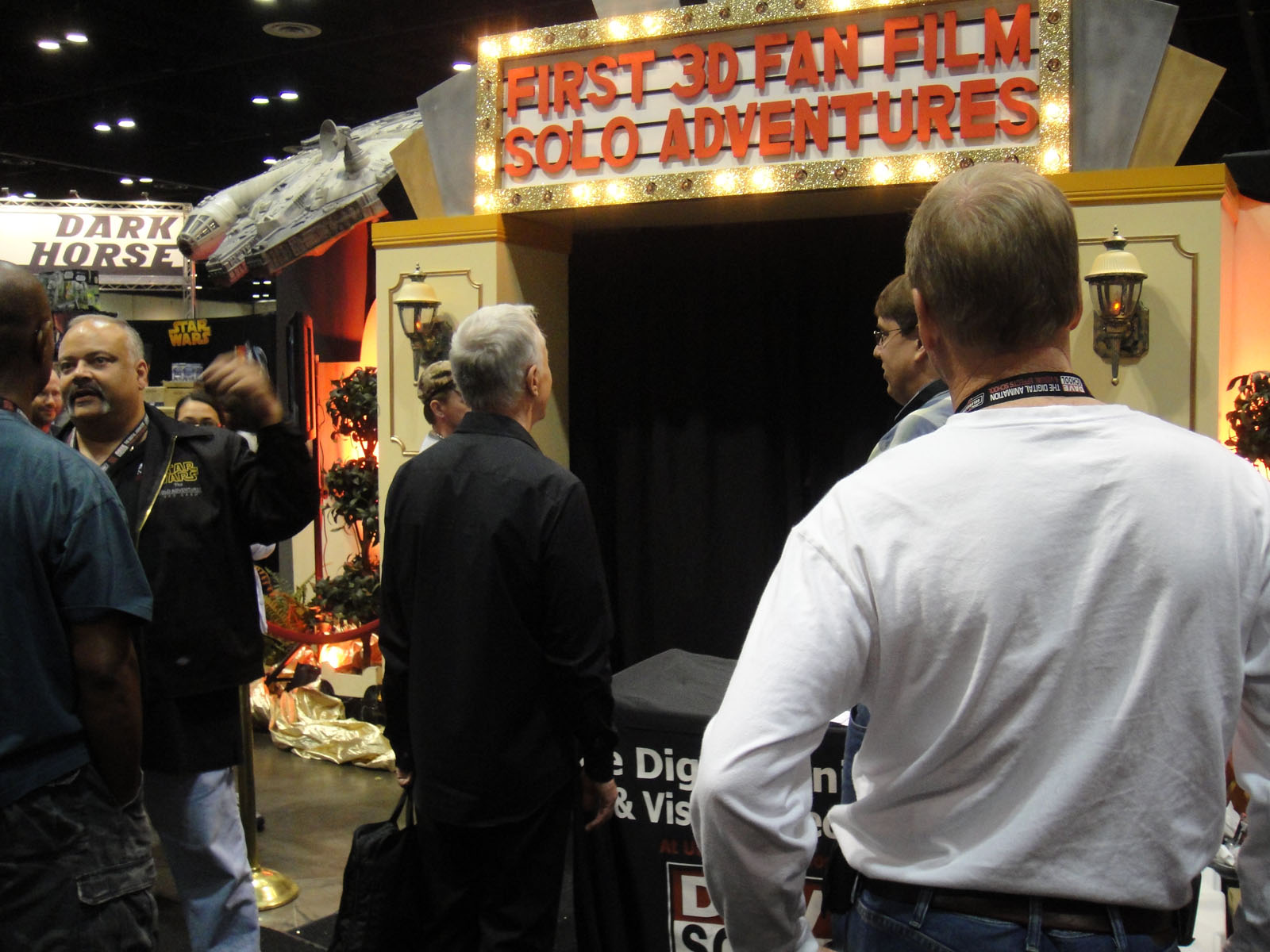
Anthony Daniels stojący przed budką ukazującą fanfilm Solo Adventures inspirowany Gwiezdnymi Wojnami

Fanfilm (film fanowski) jest produkcją filmową inspirowaną przez znane produkty kultury masowej (najczęściej film, komiks lub grę komputerową). Fanfilmy, jak wynika z nazwy, są tworzone przez fanów, najczęściej amatorów niemających nic wspólnego z przemysłem filmowym, rzadziej przez profesjonalistów.
Fanfilmy są produkcjami niekomercyjnymi, rozpowszechnianymi przez Internet lub na nieodpłatnych nośnikach (DVD, CD). Czasami fanfilmy wyświetlane są na konwentach fanów danej tematyki (np. Comic Con w San Francisco).

## Geneza słowa
Polski termin "fanfilm" wywodzi się od amerykańskiego pojęcia "fan film" znaczącego po prostu "film fanowski".

## Słynne fanfilmy
- Star Wars: Troops
- Batman: Dead End
- Batman: Patient J
- Star Wreck: In The Pirckining
- The Green Goblin's Last Stand
- Grayson
- World's Finest
- Gothic Der Film